# Connarus subpeltatus
Connarus subpeltatus é uma espécie  de planta com flor pertencente à família Connaraceae.
A autoridade científica da espécie é G.Schellenb., tendo sido publicada em Candollea 2: 111. 1925.

## Brasil
Esta espécie  é nativa e endémica do Brasil, podendo ser encontrada na Região Sul. Em termos fitogeográficos pode ser encontrada no domínio da Mata Atlântica.
Não ocorrem táxons infra-específicos no Brasil.